# Самосличност
У математици, самосличан објекат је тачно или приближно сличан део себе (тј цео има исти облик као један или више делова). Многи објекти у стварном свету, као што су обале, статистички су самослични: делови њих показују исте статистичке особине на многим скалама. Самосличност је типично власништво фрактала. Скала инваријантности је тачан облик где за свако увећање постоји мањи део објекта који је сличан целини. На пример, страна Кохове пахуље је и симетрична и скално-инваријантна; може се континуирано увећати 3 пута без промена облика. Не-тривијалне сличности у фракталима се разликују по својој структури, или финим детаљима на произвољно малим скалама. Као против пример, док било који део праве линије може личити на целину, даљи детаљ није откривен.

## Дефиниција
Компактни тополошки простор Х је самосличан ако постоји коначни скуп С који индексира не-сурјективне хомеоморфизме {\displaystyle \{f_{s}:s\in S\}} за које
{\displaystyle X=\bigcup _{s\in S}f_{s}(X)}
Ако је {\displaystyle X\subset Y},  тада X зовемо самосличним ако је он једини не-празни подскуп од Y такав да је горња једначина задовољена за {\displaystyle \{f_{s}:s\in S\}}. Ми зовемо 
{\displaystyle {\mathfrak {L}}=(X,S,\{f_{s}:s\in S\})}
самосличном структуром. Хомеоморфизми могу бити итерирани што резултира системом итериране функције. Композиција функција ствара алгебарску структуру познату као моноид. Кад скуп S има свега два елемента моноид је познат као диадички моноид. Диадички моноид може бити визуелно приказан као бесконачно бинарно стабло- генералније, ako скуп S има p елемената, мопноид може бити представљен п-адичким стаблом.
Аутоморфизам диадичког моноида је модуларна група, аутоморфизми могу бити насликани као хиперболичке ротације бинарног стабла.
Општији појам од самосличности је само-афинитет.

## Примери
Манделбротов скуп је такође самосличан око Мисиуревиц тачака.
Самосличност има значајне последице за пројектовање рачунарских мрежа, типичне самосличне особине има мрежни саобраћај. На пример, у инжењерству саобраћаја, технологија пакетног преноса података образаца изгледа статистички себислично.Ова некретнина значи да једноставни модели који користе дистрибуцију Поисонову су нетачни, и мреже пројектоване без узимања себисличности у обзир вероватно да функционишу на неочекиване начине.
Слично томе, берзе су описане као приказ самоафинитета, односно оне се појављују самосличне када трансформисање преко одговарајуће сродне трансформације за ниво детаља буде приказано. Ендру Ло описује берзе Дневник повратка самосличности у економетрију.
Коначна подеона правила су моћна техника за изградњу самосличних скупова, укључујући Кантор скуп и Сјерпињски троугао.

### У природи
Самосличност може се наћи у природи, такође. Са десне стране је математички генерисана, савршена себи слична слика папрати, која значајно личи на природну папрат. Остале биљке, као што су римски броколи, показују снажну самосличност.

### У музици
- Шепардов тон је самосличан у фреквенцијским или домениматаласне дужине.
- Дански композитор Пер Норгард је користио самосличан цео број секвенце под називом "бесконачна серија 'у много делова његове музике.